# Vir pri Stični
Vir pri Stični – wieś w Słowenii, w gminie Ivančna Gorica. W 2018 roku liczyła 486 mieszkańców.